# Цере

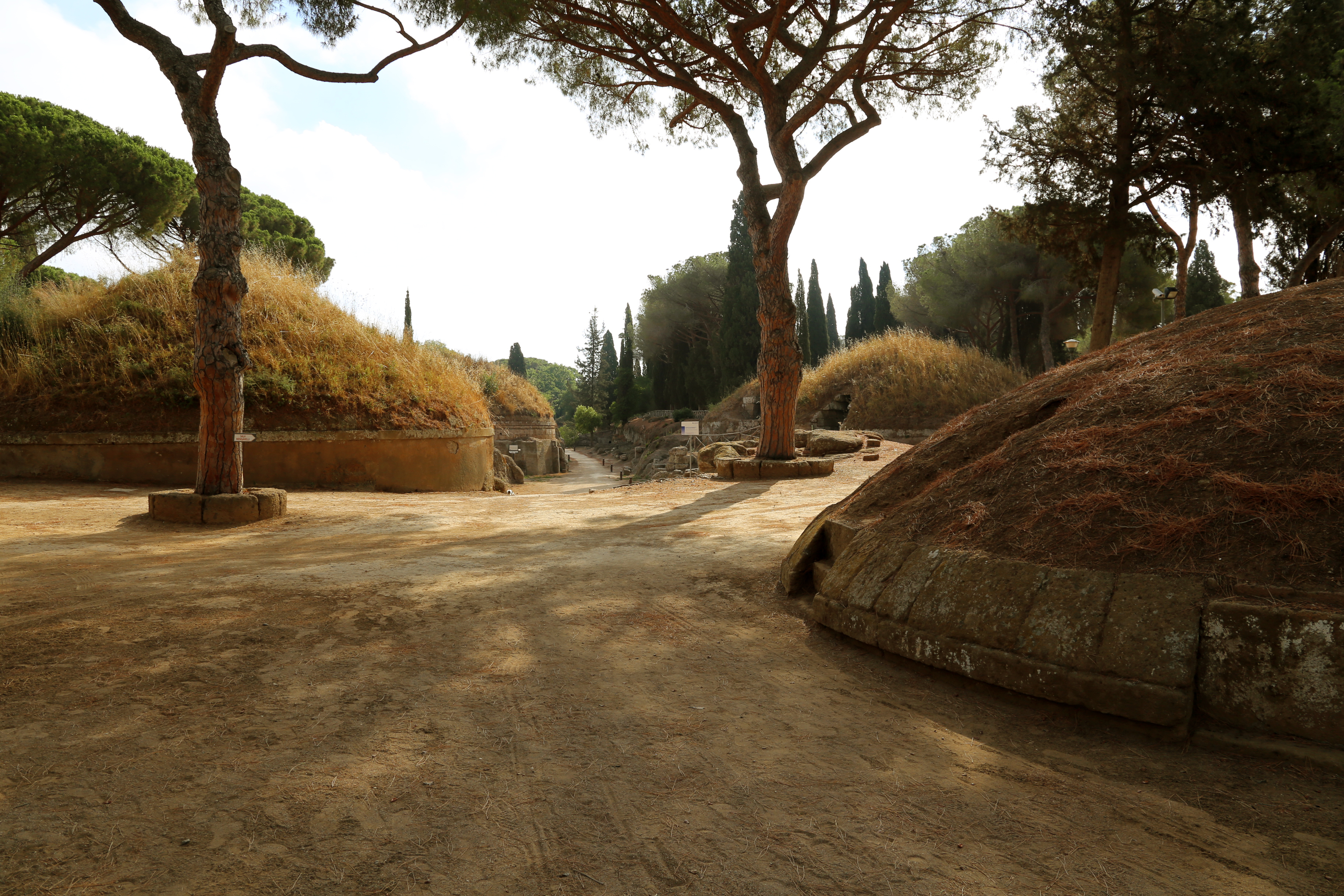
"Некрополь Бандітачча" в Цере

Цере (етр. , лат. Caere, дав.-гр. Αγύλλα) — стародавнє поселення в центральній Італії. За легендою засноване пеласгами, яких згодом відтіснили етруски, що перетворили Цере на незалежне місто-державу.
Цере було союзником Карфагена у війні з фокейцями, що завершилася у 535 до н. е. битвою біля Алалії на чолі із Мезентієм.
Після повалення царської влади у Римі надало притулок Тарквінію Гордому, під час галльскої навали у 390 до н. е. в місті знайшли притулок римські весталки із святинями.
У 358 до н. е. Цере приєднане до Рима.
Зараз ця місцина іменується Черветері (італ. Cerveteri від лат. Caere Vetus -"старий Цере") і відома знаменитими некрополями.